# مانوئل فیستاس
مانوئل فیستاس (اسپانیایی: Manuel Fiestas‎؛ زادهٔ ۲۵ دسامبر ۱۹۰۹ - درگذشته نامشخص) بازیکن بسکتبال اهل پرو بود. وی در بازی‌های المپیک تابستانی ۱۹۳۶ شرکت کرده‌است.